# 圣默丘里亚利斯修道院
圣默丘里亚利斯修道院圣殿（Basilica Abbazia di San Mercuriale）是意大利北部艾米利亚-罗马涅大区弗利的主要宗教建筑；较小的主教座堂在19世纪被大火烧毁。

## 历史和概述
此处第一座教堂建于4世纪，供奉圣斯德望。1173年，它被一场大火烧毁。在9世纪改为供奉当地殉道者和主保圣人圣默丘里亚利斯。
该堂内部拥有许多艺术品。最著名的是弗利领主皮诺三世·奥德拉菲的年轻妻子芭芭拉·曼弗雷迪的坟墓。1176年，该建筑分配给瓦隆布洛萨会（Vallumbrosan Order）。
目前的建筑于1180年完工，伦巴第-罗马式风格，拥有著名的钟楼。后者的高度为75米，是意大利最高的钟楼之一。在13世纪，它被认为是意大利王国的奇迹之一。
修道院原来位于古罗马城墙外，在该时期纳入新城墙范围之内。在15世纪，建造了附属的瓦隆布罗扬斯的回廊，它是长方形的，由细长的柱子装饰。，
教堂的后殿在1585年重建。木制唱经楼也是建于同一时期，由来自贝加莫的亚历山德罗·比格尼设计。立面和钟楼均为砖砌。前者装饰有用柱子支撑的拱门。正门上方宏伟的玫瑰窗描绘了三博士的梦与朝拜，作者是所谓的月份大师，他还活跃在费拉拉主教座堂。
它由来自菲耶索莱的弗朗切斯科·迪·西蒙娜·费鲁奇 雕刻。圣伯拉修堂（San Biagio）内曾经设有坟墓，在第二次世界大战期间被摧毁。该堂内部拥有许多艺术品。最著名的是弗利领主皮诺三世·奥德拉菲的年轻妻子芭芭拉·曼弗雷迪的坟墓。
其他有趣之处还有：
- 费里小堂，有伊斯特拉半岛风格的石拱廊，由来自乌尔齐尼的雅科波比安奇所建，有 精美的装饰，以及伦巴第风格的穴怪图像。
- 马可·帕尔梅扎诺的画作：《圣母加冕，及圣若望和加大肋纳》、《钉十字架及圣若望、玛达肋纳》 以及他最好的作品之一《圣母与圣安色莫、奥斯定和斯德望》。
- 默丘里亚利斯小堂，灰泥和壁画由安东尼奥·坦佩斯塔等人装饰。这里有多梅尼科·帕西尼亚诺、卢多维科·奇哥利、老巴尔达萨雷·卡拉里、桑蒂·迪蒂托和弗朗切斯科·门佐基的作品。小堂的建设是由著名医生吉罗拉莫·默丘里亚利和他的儿子马西米利亚诺推动的，以纪念圣吉罗拉莫和默丘里亚利斯。小堂于1606年完工，同年默丘里亚利斯去世，按其心愿被埋在教堂里[1]。
- 圣体小堂